# Чухой
Чухой (рум. Ciuhoi) — село у повіті Біхор в Румунії. Адміністративний центр комуни Чухой.
Село розташоване на відстані 437 км на північний захід від Бухареста, 24 км на північний схід від Ораді, 123 км на північний захід від Клуж-Напоки.

## Населення
За даними перепису населення 2002 року у селі проживала 431 особа.
Національний склад населення села:
| Національність | Кількість осіб | Відсоток |
| -------------- | -------------- | -------- |
| румуни         | 408            | 94,7%    |
| угорці         | 21             | 4,9%     |

Рідною мовою назвали:
| Мова      | Кількість осіб | Відсоток |
| --------- | -------------- | -------- |
| румунська | 412            | 95,6%    |
| угорська  | 18             | 4,2%     |